# Вукосавци (Лопаре)
Вукосавци су насељено мјесто у општини Лопаре, Република Српска, БиХ. Према попису становништва из 2013. године у насељу је живјело 384 становника.

## Историја
Село је 1941. године било у потпуности спаљено од стране усташа.

## Географија
У селу се налази Партизанско спомен-гробље.

## Становништво
| Демографија | Демографија | Демографија |
| Година      | Становника  | Становника  |
| ----------- | ----------- | ----------- |
| 1961.       | 453         |             |
| 1971.       | 445         |             |
| 1981.       | 495         |             |
| 1991.       | 473         |             |
| 2013.       | 384         |             |